# Stephanuskirche (Kuppingen)

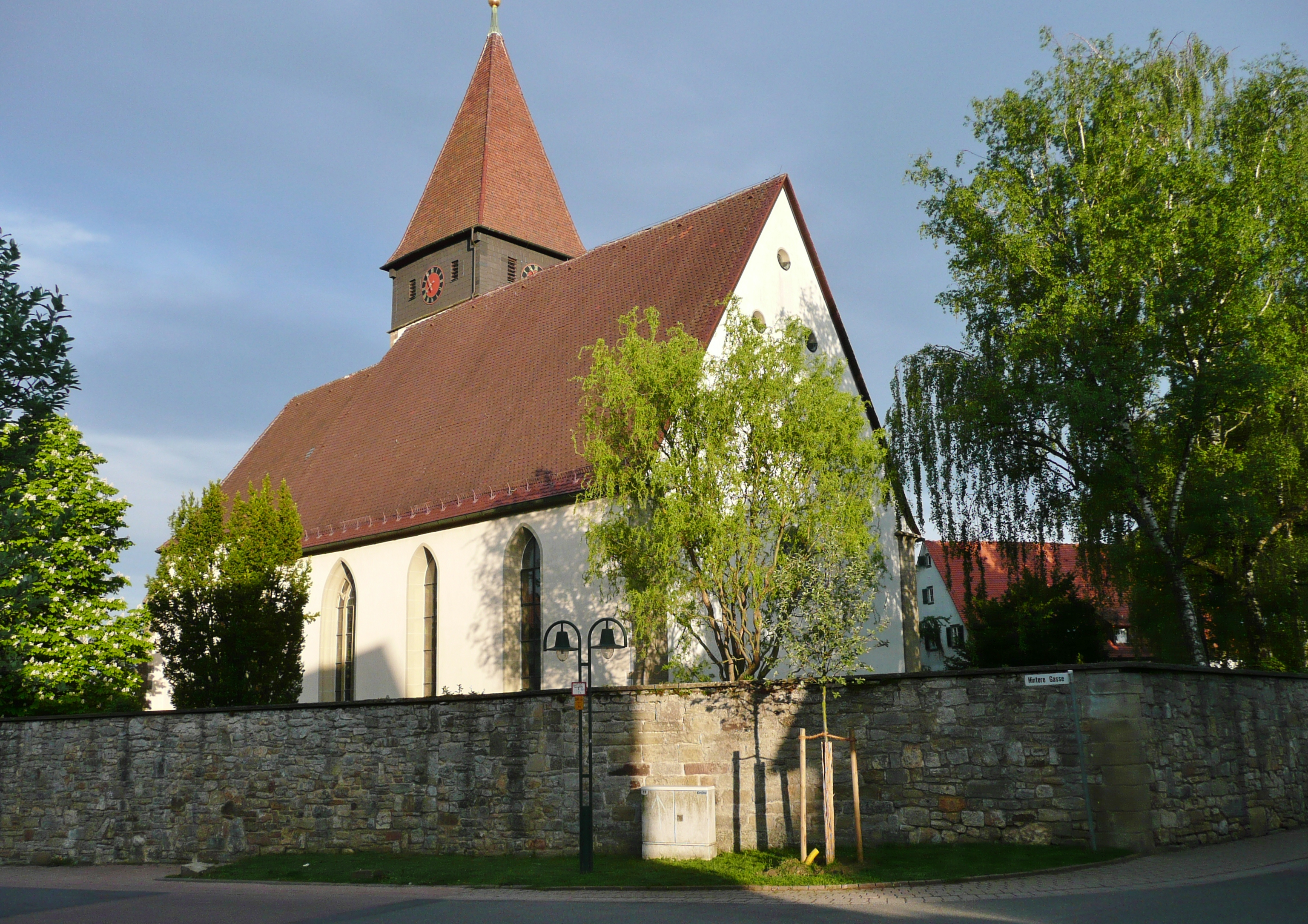
Stephanuskirche in Kuppingen

Die evangelische Stephanuskirche steht in Kuppingen, einem Stadtteil von Herrenberg im Landkreis Böblingen in Baden-Württemberg. Das Bauwerk ist beim Landesamt für Denkmalpflege Baden-Württemberg als Baudenkmal eingetragen. Die Kirchengemeinde gehört zum Kirchenbezirk Herrenberg in der Evangelischen Landeskirche in Württemberg.

## Beschreibung
Die Saalkirche besteht aus dem um 1432 neu erbauten Langhaus, das 1960/61 nach Westen verlängert wurde, dem eingezogenen, dreiseitig geschlossenen, von Strebepfeilern gestützten Chor im Osten sowie dem Chorflankenturm auf quadratischem Grundriss und der Sakristei an dessen Südwand. Das oberste Geschoss des Chorflankenturms beherbergt die Turmuhr und den Glockenstuhl für fünf Kirchenglocken. Darauf sitzt ein Pyramidendach.
Der Innenraum des Chors ist mit einem auf Konsolen aufsitzenden Kreuzrippengewölbe überspannt, der des Langhauses mit einem Tonnengewölbe. An der West- und Südseite des Langhauses wurden im 17./18. Jahrhundert Emporen eingebaut.